# Klasztor kanoników regularnych w Czerwińsku nad Wisłą
Klasztor kanoników regularnych w Czerwińsku nad Wisłą – klasztor kanoników regularnych w Czerwińsku nad Wisłą istniejący od XII do 1819 roku. Obecnie w rękach salezjanów. Częścią kompleksu klasztornego jest romański kościół Zwiastowania Najświętszej Marii Panny.

## Historia

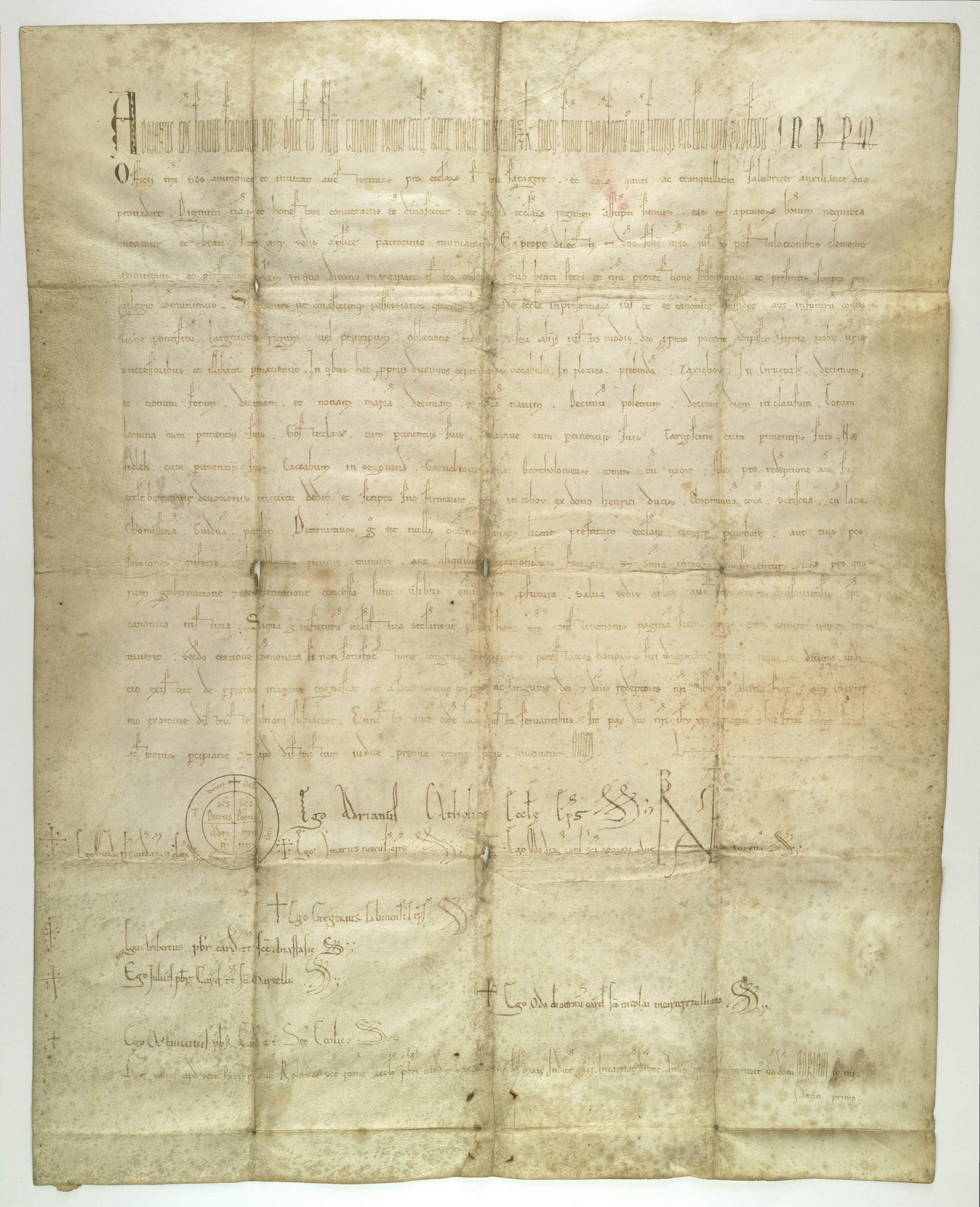
Papież Hadrian IV papież bierze pod opiekę klasztor w Czerwińsku

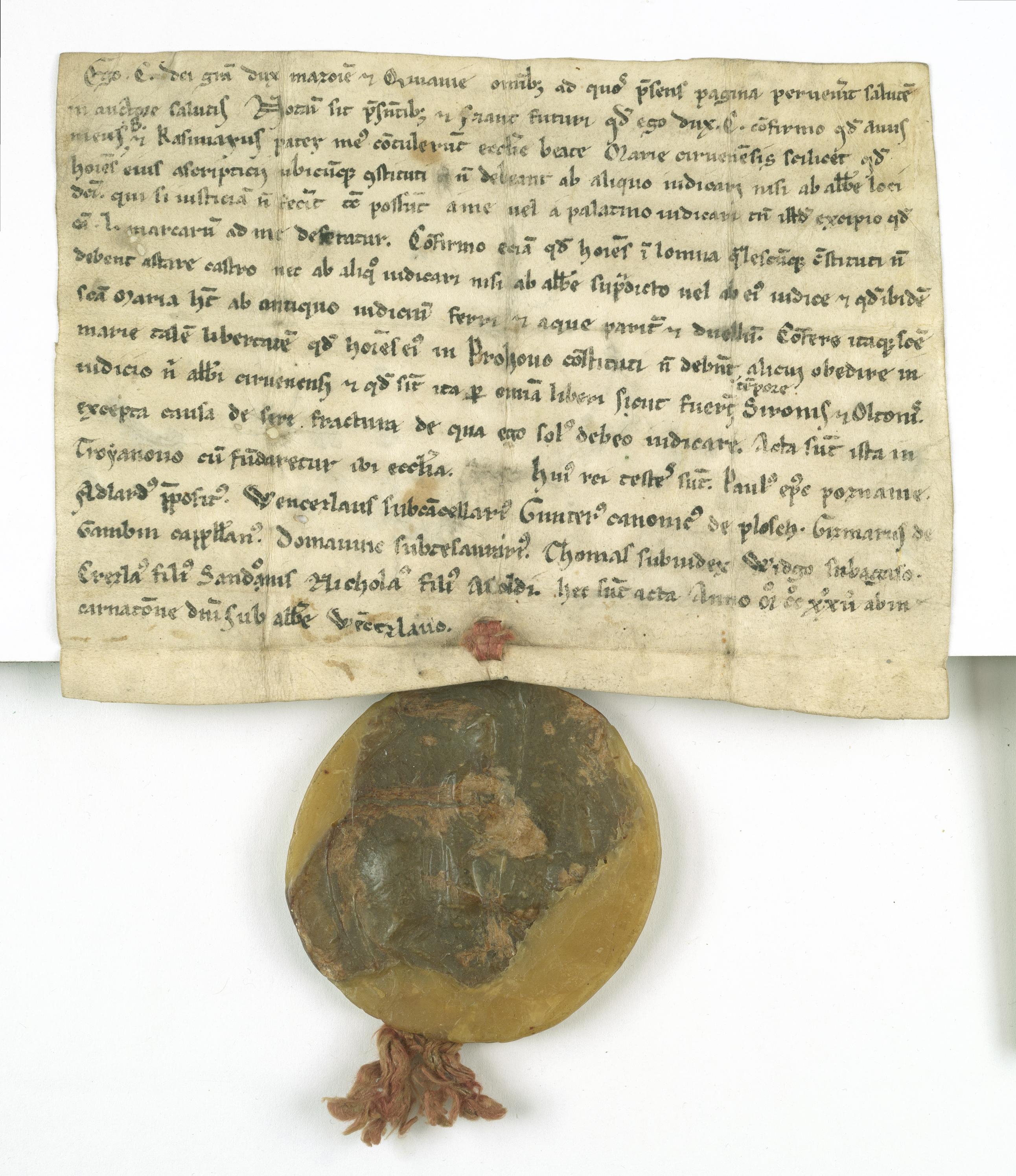
Książę Konrad I mazowiecki potwierdza immunitet opactwa w Czerwińsku

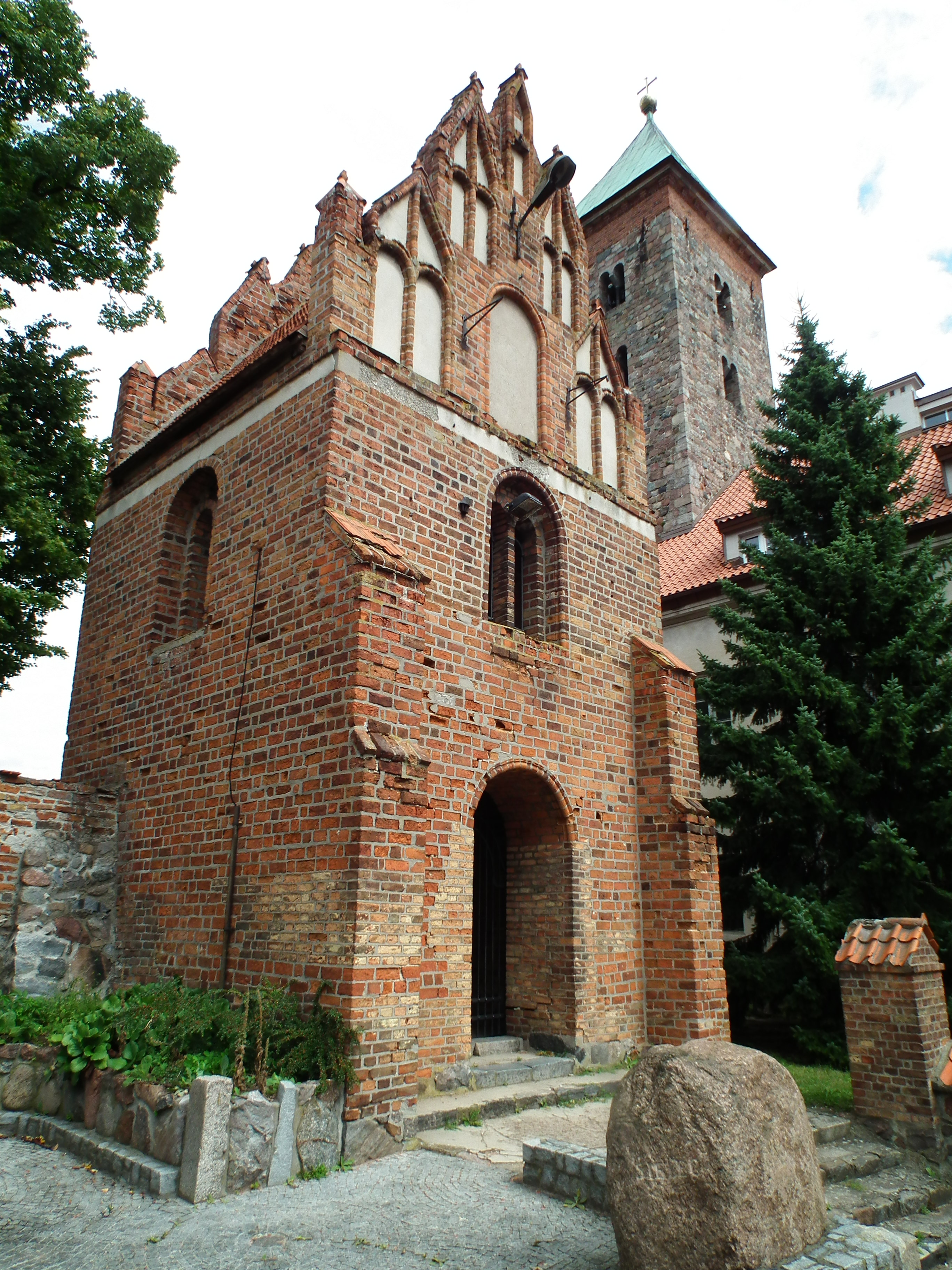
Brama opata Kuli

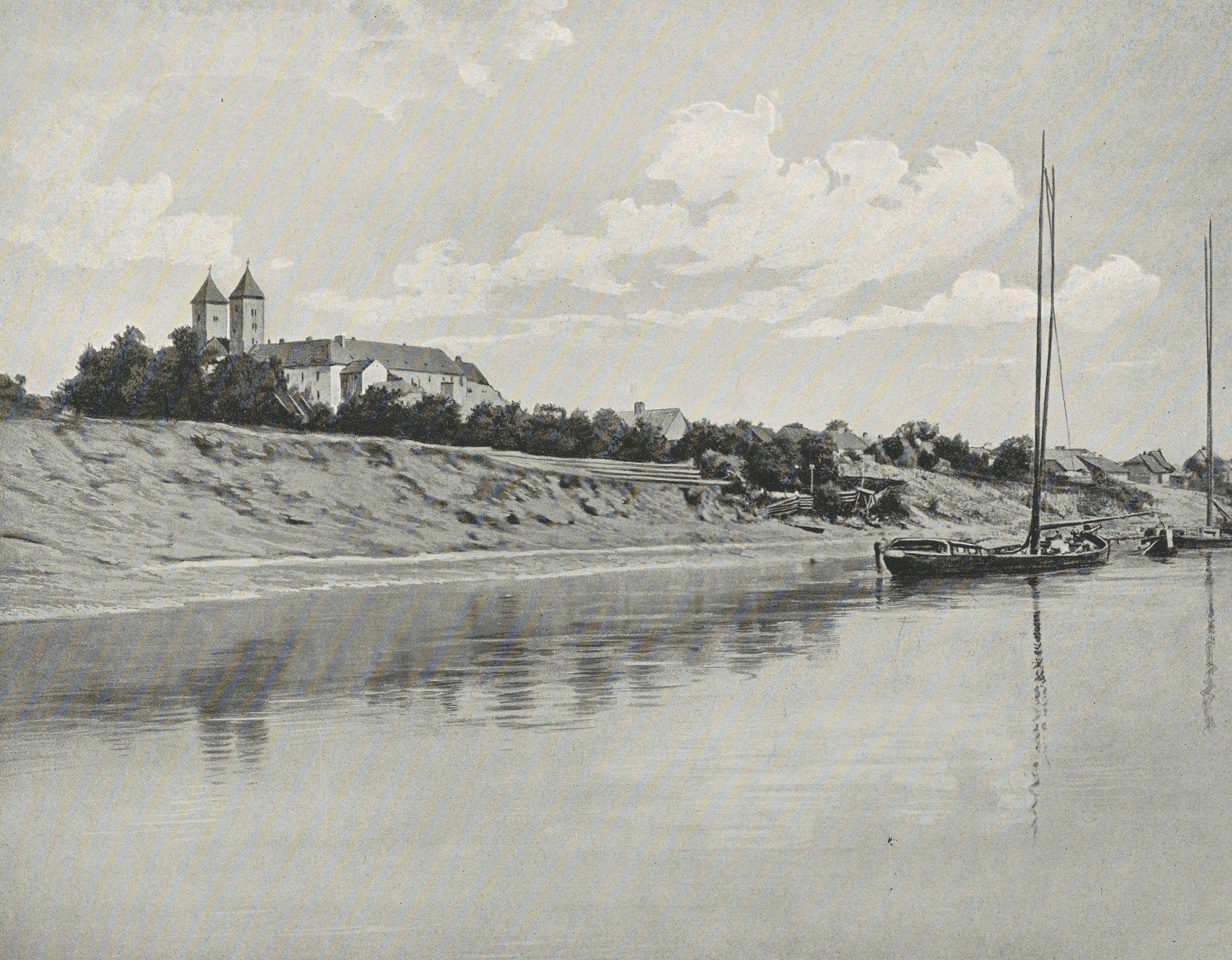
Panorama klasztoru przed 1899

Klasztor kanoników regularnych założony został w drugiej ćwierci XII w., a jego fundatorem był Aleksander z Malonne, biskup płocki w latach 1129–1156. Zapewne w fundacji uczestniczyli też książęta Bolesław Kędzierzawy i Henryk Sandomierski. Istnieje również podejrzenie, że w przygotowaniu fundacji mógł mieć udział Bolesław Krzywousty (wymieniony jest w przywileju Konrada mazowieckiego z 1222 r., także Spominki sochaczewskie wymieniają jako datę fundacji rok 1124). Pochodzenie sprowadzonych tu kanoników regularnych nie jest ostatecznie rozsądzone – być może pochodzili oni z opactwa św. Idziego w Leodium. Najstarszy dokument poświadczający istnienie klasztoru pochodzi z 1155 r., jest to bulla protekcyjna papieża Hadriana IV wystawiona na prośbę tutejszego przeora Gwidona, w której papież objął opiekę nad klasztorem i jego dobrami. Z okresu założenia klasztoru pochodzi romański kościół klasztorny pod wezwaniem Zwiastowania Najświętszej Marii Panny.
Kanonicy prowadzili działalność duszpasterską, a także charytatywną – w dokumentach z XIII w. wymieniany jest szpital przyklasztorny. Klasztor, od początku dobrze uposażony, prężnie się rozwijał pod względem ekonomicznym. Początkowo raczej nie podlegał żadnej kongregacji, jego przeor, a od końca XII w. opat podlegał faktycznie jedynie biskupowi płockiemu i zasiadał w płockiej kapitule katedralnej. W 1514 r. klasztor przyłączył się do kongregacji laterańskiej, co wynikało m.in. ze sporu, jaki toczył ówczesny opat Ambroży z biskupem płockim Erazmem Ciołkiem na tle zarządzania podległymi parafiami (przyłączenie się do kongregacji laterańskiej oznaczało m.in. egzempcję, tj. wyjęcie klasztoru spod władzy miejscowego biskupa).
Klasztor pełnił ważne funkcje obronne, często bywali tu też dostojnicy kościelni i książęta mazowieccy. W 1361 r. przebywał tu Kazimierz Wielki. W lipcu 1410 r. Władysław Jagiełło po przeprawie przez Wisłę modlił się tu o powodzenie swej wyprawy przeciwko Krzyżakom, a po bitwie pod Grunwaldem ponoć ofiarował klasztorowi w podzięce swój hełm, który nosił w bitwie. W XV w. doszło też tutaj do wielu istotnych wydarzeń politycznych (rokowania z królem Erykiem Pomorskim – 1419, przywilej czerwiński – 1422, sejmy mazowieckie).
XVI w. to początek okresu opatów komendatoryjnych, zajmujących się wyłącznie czerpaniem dochodów z dóbr opactwa (później, na mocy konkordatu wschowskiego z 1737 r. mianowanych przez królów Polski). Pierwszym z opatów komendatoryjnych był sekretarz królowej Bony Jan Lewicki, wśród następnych wymienić można m.in. bratanka Stefana Batorego: Andrzeja Batorego, czy braci królewskich Karola Ferdynanda Wazę, Michała Poniatowskiego. Zjawisko to powodowało konflikty w zgromadzeniu. Kilkakrotnie zakonnicy próbowali sprzeciwić się narzucaniu opatów, ale bezskutecznie – osiągnęli jedynie, że sprawami wewnętrznymi zgromadzenia miał kierować wyłącznie przeor i wydzielono dochód przypadający zgromadzeniu, a nie opatowi (stanowiący zaledwie ok. 1/5 całości dochodów opactwa). Chociaż popularności przysparzał klasztorowi uznany za cudowny obraz Matki Boskiej Czerwińskiej, często odwiedzany przez króla Jana Kazimierza, który uhonorował go składając tutaj chorągwie zdobyte na Kozakach, to postępował długotrwały proces marginalizacji opactwa.
Jego zwieńczeniem była kasata klasztoru, która miała miejsce w 1819 r. za rządów opata Stanisława Długołęckiego – decyzję tę podjął arcybiskup warszawski Franciszek Malczewski na dzień przed swoją śmiercią. Ostatni kanonik, pozostały tu dla obsługi parafii Onufry Barcikowski, zmarł w 1833 r. Klasztor objęły norbertanki usunięte z Płocka, które w 1902 roku odeszły z Czerwińska. W listopadzie 1923 roku ich miejsce zajęli salezjanie, którzy podjęli się odbudowy zniszczonego przez okres niezamieszkania klasztoru. Pomimo złego stanu klasztoru postanowiono otworzyć tu nowicjat. W tym celu wyremontowano skrzydło wschodnie i południowe. Prace prowadzono systematycznie także po przybyciu w listopadzie 1924 roku nowicjuszy z Kleczy Dolnej koło Wadowic. W 1928 roku odrestaurowano ściany zewnętrzne klasztoru i przykryto dach nawy głównej blachą cynkową. Podczas prac konserwatorskich została odkryta sala gotycka na parterze południowego skrzydła, która służyła wcześniej kanonikom za kapitularz, a norbertankom za refektarz. Salezjanie utworzyli tu kaplicę dla nowicjatu. Podczas II wojny Niemcy urządzili tu skład świeżego chleba, co zniszczyło freski. Sala została odrestaurowana dopiero w latach 80. i 90. XX wieku.

## Zabudowania klasztorne
Głównym budynkiem klasztoru jest romański kościół klasztorny pod wezwaniem Zwiastowania Najświętszej Marii Panny, pochodzący z drugiej ćwierci XII w., z cennym romańskim portalem.
Zabudowania klasztorne, przylegające do świątyni od południa, pochodzą z XV–XVI w., przebudowane zostały w XVII w. Z XV w. pochodzą plebania i dzwonnica (tzw. Brama Opata Kuli), wtedy też sklepiono gwiaździście kaplicę (być może dawny refektarz) w skrzydle południowym, dodano też tam portal gotycki. Obok dzwonnicy znajduje się figura Chrystusa postawiona tutaj w pięćsetlecie przeprawy Jagiełły przez Wisłę. W początku XX w., wobec ruiny innych budynków, na plebanię zaadaptowano spichlerz z XVIII w.